# Lampy o temperaturowym wytwarzaniu światła
Lampy o temperaturowym wytwarzaniu światła – lampy, w których do wytwarzania światła używany jest rozżarzony drut (kiedyś był to grafit, dzisiaj stosuje się wolfram). Lampy takie nie wymagają specjalnego układu zapłonowego. Najczęściej takie lampy wypełnia się obojętnym gazem (helowcem lub mieszaniną helowca i azotu), aby zapobiegać utlenianiu się żarnika w wysokiej temperaturze. Obecnie najczęściej stosuje się dwie lampy takiego typu: żarówki oraz żarówki halogenowe. W tych drugich dodawany jest jod, który reaguje z odparowanym wolframem osiadłym na bańce. Następnie taki związek wędruje do żarnika, gdzie rozpada się na wolfram i jod. Jest to jeden ze sposobów na przedłużenie żywotności żarówek.